# OneAsia Tour
De OneAsia Tour is een serie van golftoernooien in Azië. De tour werd in 2009 opgericht nadat de Australaziatische PGA Tour, de Japan Golf Tour, de Chinese - en Koreaanse Golf Associatie en de Koreaanse PGA besloten om samen te werken.
Jaarlijks vindt er golftoernooien plaats in enkele Aziatische landen waaronder Australië, China, Zuid-Korea en Indonesië.

## Order of Merit
- 2009:  Scott Strange
- 2010:  Wenchong Liang
- 2011:  Andre Stolz
- 2012:  Bi-o Kim
- 2013:  Matthew Griffin